# Diplodia herbarum
Diplodia herbarum är en svampart som först beskrevs av August Karl Joseph Corda, och fick sitt nu gällande namn av Joseph-Henri Léveillé 1846. Diplodia herbarum ingår i släktet Diplodia och familjen Botryosphaeriaceae.   Inga underarter finns listade i Catalogue of Life.